# Wildwaterbaan
Een wildwaterbaan is een parcours dat afgelegd kan worden in een wildstromende rivier of waterbak.
In Nederland en België zijn er 20 wildwaterbanen, waaronder in sommige vakantieparken van de Center Parcs-keten en Hengelhoef van de Oostappen Groep. Ook het inmiddels gesloten Tropicana in Rotterdam had een wildwaterbaan.

## Attractietype
De wildwaterbaan is een attractietype dat in attractieparken voorkomt. Men maakt zittend in een bootje (in de vorm van een houtvlot, boomstam, dolfijn, prauw, of een neutrale vorm) een tocht door een waterbak met snelstromend water. Er is een grote kans dat men nat wordt door opspattend water, op zomerse dagen zijn deze attracties dan ook populair. Er zijn verschillende soorten wildwaterbanen te onderscheiden.

### Boomstamattractie

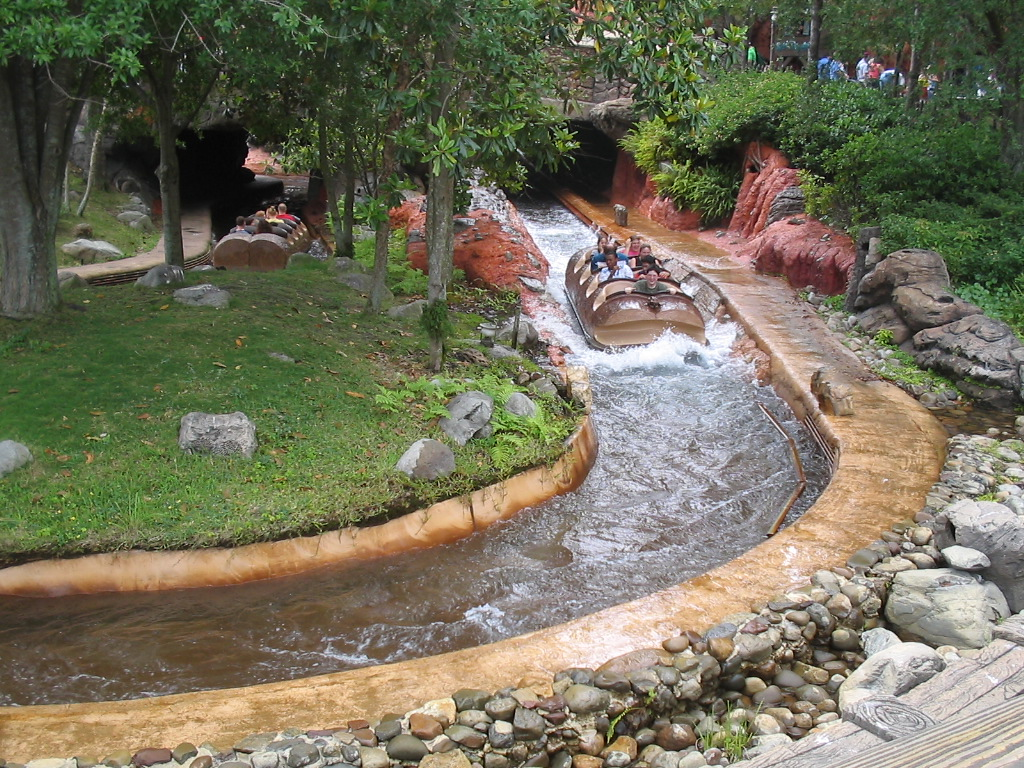
De boomstamrivier Splash Mountain in Disney's Magic Kingdom

De boomstamattractie wordt wel boomstamrivier, boomstambaan, Log Flume (Engels) of boomstammetjes genoemd. De bootjes zijn meestal vormgegeven als boomstam en leggen hun parcours af in een smalle waterbak. De baan bestaat vaak voor een belangrijk deel uit hellingen en afdalingen. Nederlands' eerste boomstammenbaan was de Wild Waterval in Avonturenpark Hellendoorn, in 1982 geopend door Pieter van Vollenhoven.
In België was Walibi Belgium in 1978 het eerste attractiepark met een wildwaterbaan. Dit was een boomstamattractie, Rio Grande. Hoewel deze attractie eerst de typische vorm had van een boomstamattractie, met bootjes in de vorm van uitgeholde boomstammen, werd hij in 1995 vervangen door een nieuwe boomstamattractie, maar dan in een volledig nieuwe versie: Flash Back. De attractie week helemaal af van het boomstamthema en verkoos een industrieel thema, met blauwe boten. In Bobbejaanland in België vindt men dan weer Indiana River, een boomstamattractie die volledig indoor is en beschikt over een darkride-gedeelte.

### Rapid river

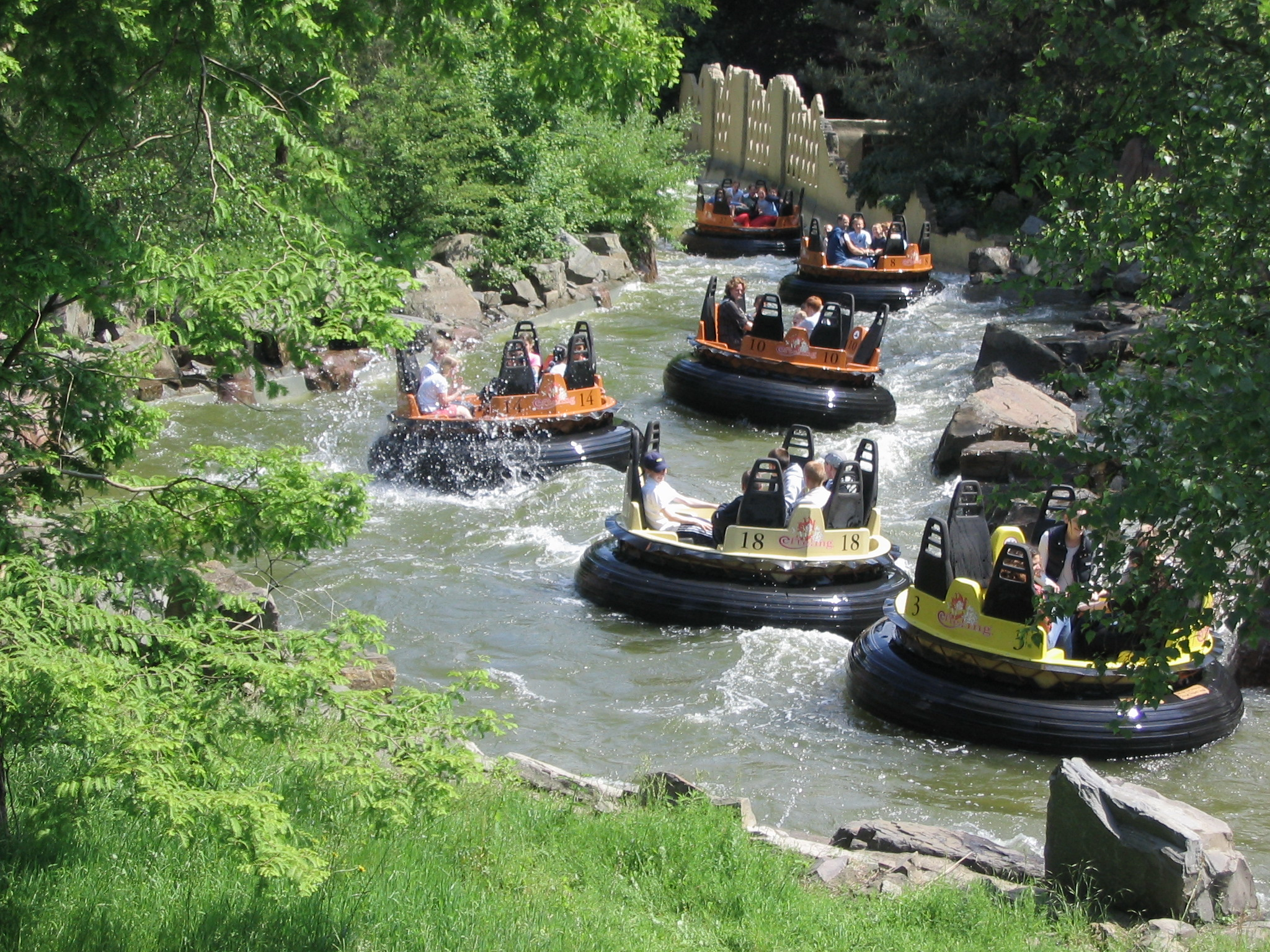
De Rapid River Piraña in de Efteling

Het tweede type wildwaterbaan is de rapid river. Twee belangrijke verschillen met de boomstamrivier is dat een rapid river vaak nauwelijks tot geen hoogteverschil maakt en dat de baan vaak een stuk breder is, zodat het mogelijk is dat boten elkaar inhalen. De stroming van het water en de andere boten in het water bepalen de snelheid en richting die een boot uitgaat. De attractie moet het dan ook niet, zoals bij de boomstammen, van de snelheid van de afdalingen hebben, maar van de snelheden die behaald worden door de snelle stroming. Het parcours brengt de boten vaak door stroomversnellingen en kleine hoogteverschillen en langs watervallen. Het is vooral het verrassingseffect van plotseling opspattend of neerstortend water en de onzekerheid vooraf hoe nat de bezoeker zal worden die het attractietype populair maken.
In Nederland was in 1983 de 600 meter lange Piraña in de Efteling de eerste wildwaterbaan met ronde bootjes in Europa en de tweede ter wereld. Deze attractie heeft destijds 16 miljoen gulden (7,26 miljoen euro) gekost. Ook is de Pirana de langste wildwaterbaan van Nederland.

### Shoot-the-Chute

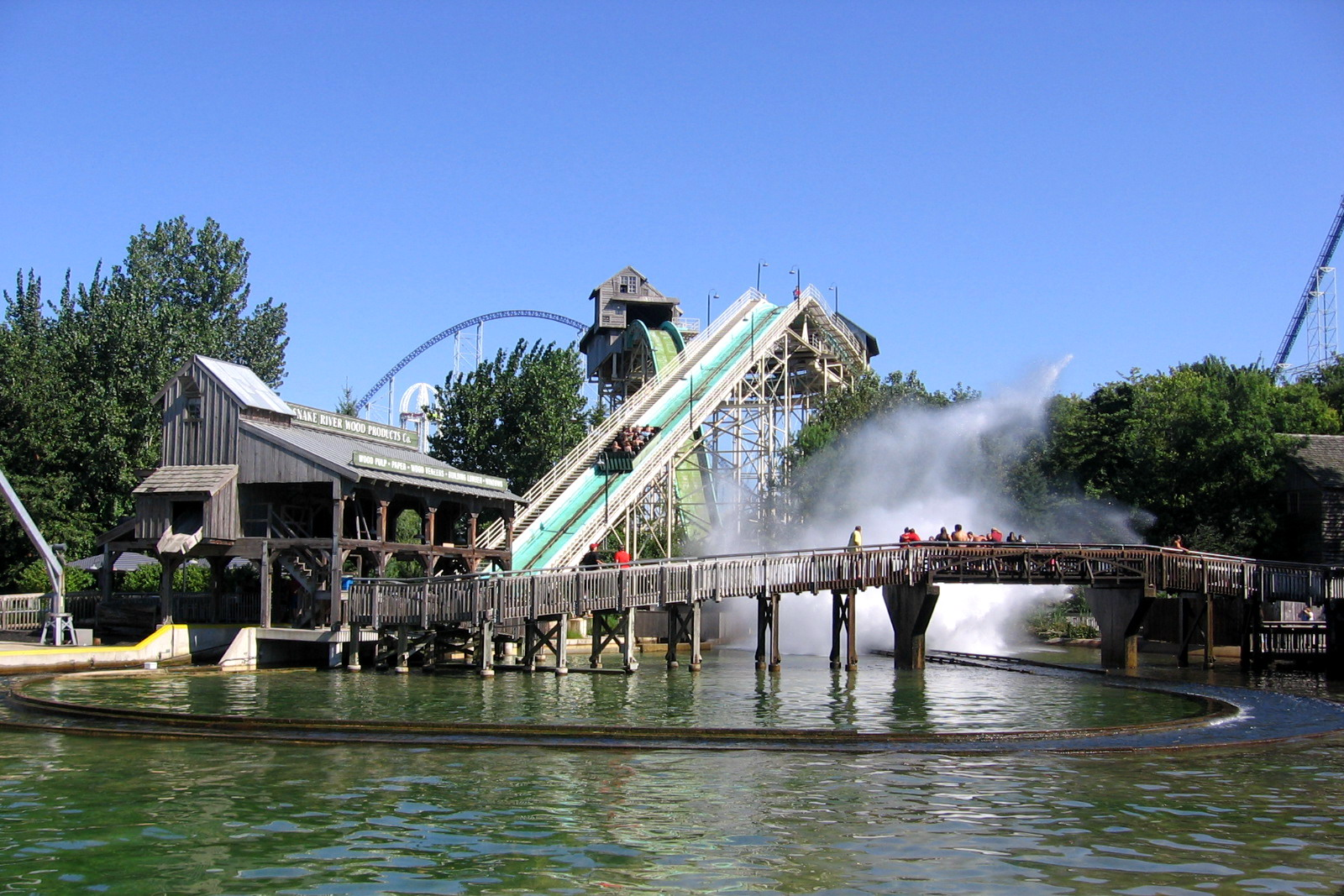
De Shoot-the-Chute Snake River Falls in Cedar Point, in de Verenigde Staten

Het derde type wildwaterbaan is de shoot-the-chute, die ook wel spillwater of river splash wordt genoemd. Hierbij nemen bezoekers plaats in een grote boot met 16 tot 20 zitplaatsen. De baan die de boot aflegt verschilt per attractie, maar in elk traject zit altijd minstens één grote "splash": een waterval waar de boot van bovenaf naar beneden valt. Dit heeft altijd een grote waterplons (splash) veroorzaakt. Een shoot-the-chute kan ook een baanelement zijn van een dark water ride.
In Frankrijk was in 1989 de Grand Splatch in Parc Astérix de eerste moderne Shoot-the-Chute in Europa. De tweede Shoot-the-Chute in Europa is Splash in Duinrell. Het is ook de eerste in de Benelux.
Een kleine versie met een takelsysteem voor 1 tot 2 personen van deze attractie is een Nautic Jet.

## Zwembaden

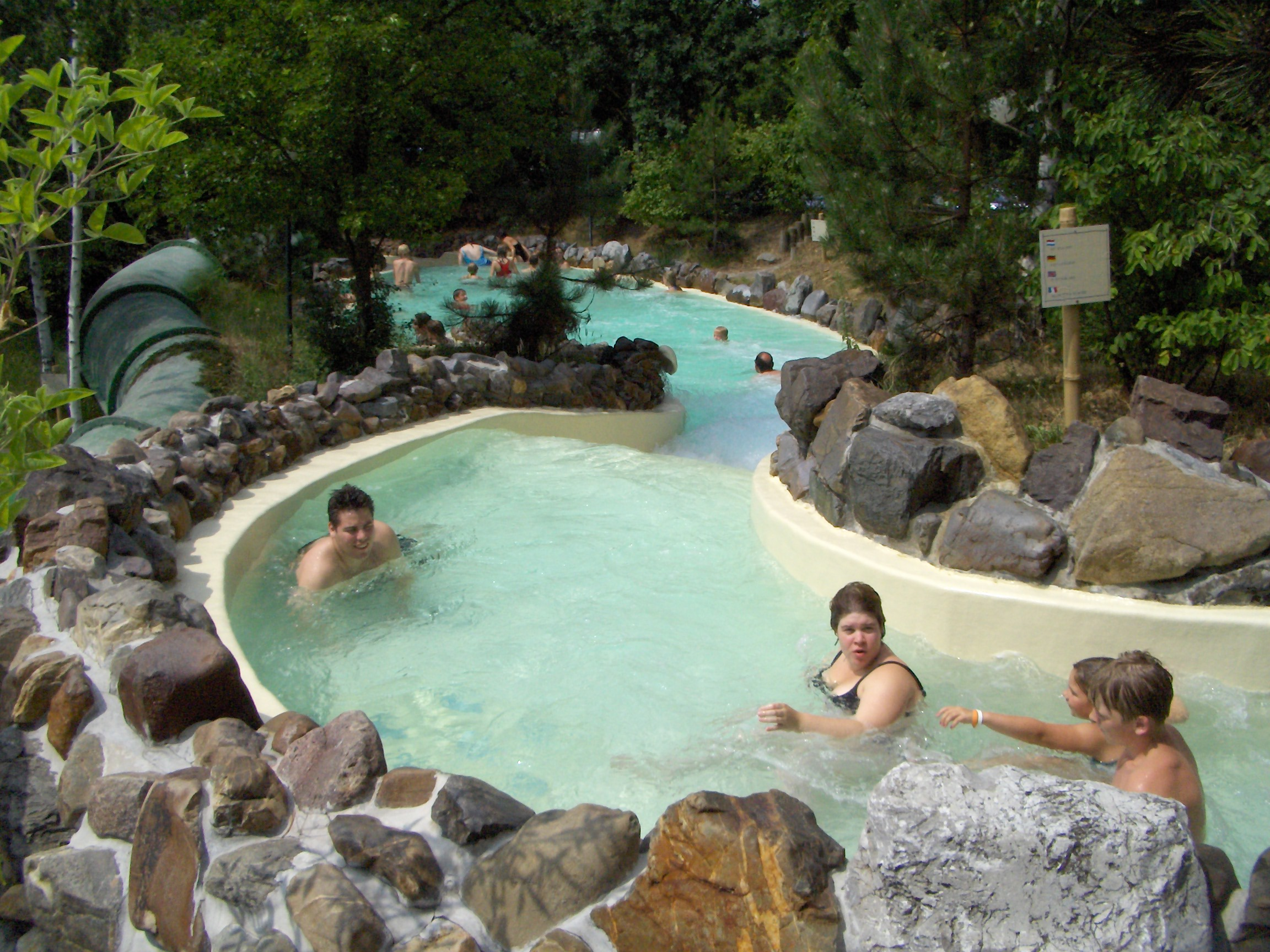
Wildwaterbaan in Center Parcspark Het Meerdal

Naast de wildwaterbanen in pretparken, zijn wildwaterbanen ook in zwembaden bekend. Belangrijk verschil hierin is dat deze wildwaterbaan niet met een bootje wordt afgelegd, maar met het eigen lichaam. Dit geeft een vrijer gevoel dan een reguliere glijbaan en is tevens een ruigere glij-ervaring. De wildwaterbaan in zwembaden geniet vaak een grote populariteit. Wildwaterbanen in zwembaden zijn breder dan normale waterglijbanen. In wildwaterbanen in een zwembad bevinden zich op sommige plaatsen steilere hellingen, die ervoor zorgen dat er genoeg stroming blijft. Veel zwembaden plaatsen om de wildwaterbaan allerlei planten, zodat deze op een echte rivier lijkt.

## Sport

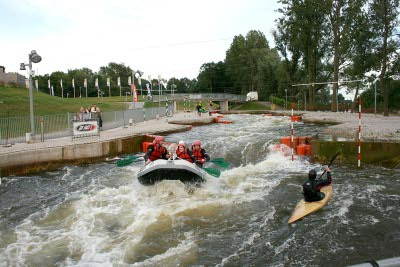
Recreatief kanoën en raften bij Dutch Water Dreams in Zoetermeer

De eerste wildwaterbaan die voor het beoefenen van sport werd aangelegd is het Eiskanal in Augsburg (Duitsland). Deze baan werd aangelegd voor het onderdeel kanoslalom op de Olympische Spelen van 1972 in München. Een recentere baan is de Estádio Olímpico de Canoagem Slalom in het Braziliaanse Rio de Janeiro, deze werd afgewerkt in 2015.
Wanneer er voldoende water door een baan stroomt is het mogelijk er met een kano of raft een parcours in af te leggen. Er was zo'n baan in Dutch Water Dreams in Zoetermeer, en ook op de Piraña van de Efteling zijn in het verleden kanowedstrijden gehouden. Anno 2023 ligt de enige Nederlandse wildwaterbaan in het Vechtpark bij Hardenberg. Deze maakt gebruik van het natuurlijke verval van de Overijsselse Vecht. Het water in deze baan wordt geregeld met een klep in de rivier.